# Pyrinia agonisaria
Pyrinia agonisaria là một loài bướm đêm trong họ Geometridae.